# Pfirsichprachtkäfer
|                                          | |
| Bild 1: Aufsicht                         | |
|                                          | |
| Bild 2: Seitenansicht                    | Bild 6: Halsschild |
|                                          | |
| Bild 3: Vorderansicht                    | |
|                                          | |
| Bild 4: Unterseite                       | |
|                                          | Bild 7: Ausschnitt Unterseite rechte Seite teilweise eingefärbt grün: Vorderhüfte orange: Mittelhüfte ocker: Hinterhüfte |
| Bild 5: Halsschild Ausschnitt "Hufeisen" | |

Der Pfirsichprachtkäfer (Capnodis tenebrionis) ist ein Käfer aus der Familie der Prachtkäfer und der Unterfamilie der Chrysochroinae. Der in Mitteleuropa seltene, stämmige Käfer wird trotz seiner Größe zwischen zehn und 27 Millimeter leicht übersehen, da er mit seiner grau-schwarzen Färbung gut getarnt ist.

## Bemerkungen zum Namen und Systematik
Die Beschreibung der Art erfolgte durch Linnaeus 1761 als Buprestis tenebrionis. Die ausführlichere lateinische Beschreibung enthält die Bemerkung Statura Tenebrionis (lat.: Gestalt von Tenebrio). Dadurch erklärt sich der Artname tenebriōnis (aus der Endung altgr. -ειδής -eidēs, "ähnlich", und dem Gattungsnamen Tenebrio)
Die Gattung Buprestis wird von Eschscholtz 1829 in viele Gattungen zerlegt. Die Gattung Capnodis umfasst die Arten, deren Schildchen hinten abgerundet ist und deren letztes Tarsenglied breiter als lang ist. Der Gattungsname Capnodis ist von altgr. καπνώδης kapnōdes, räucherig abgeleitet und bedeutet von dunkler Farbe, grau bestäubt.
Die Gattung Capnodis in Europa mit sechs Arten vertreten, weltweit gibt es achtzehn Arten.

## Beschreibung des Käfers
Der Kopf ist breit mit großen seitlich stehenden Augen. Die elfgliedrigen Fühler sind ab dem vierten Glied nach innen erweitert (stumpf gesägt). Die Oberlippe ist viereckig und vorn leicht ausgeschnitten. Die Oberkiefer sind stark gebogen und zweizähnig. Die beiden letzten Glieder des Kiefertasters sind kugelig bis eiförmig. Das Endglied des Lippentasters ist ebenfalls kugelig.
Die Flügeldecken sind grob gerunzelt mit Längsreihen eingestochener Punkte. Kleinere unregelmäßig verteilte kreisförmige weiße Eindrücke können auftreten. Die Außenränder der Flügeldecken verlaufen über die Hälfte der Flügellänge parallel. Dann verschmälern sie sich und laufen in einer kurzen schwanzartigen Verlängerung aus, die abgestutzt endet. Das Schildchen zwischen den Basen der beiden Flügeldecken ist sehr klein und rundlich.
Der Halsschild ist um die Hälfte breiter als lang und vorn seitlich herzförmig erweitert. Er trägt die beiden für die Art charakteristischen Merkmale. Über die dichte Punktur, die mit kreidigem Sekret überzogen ist, erheben sich blanke glatte mattschwarz glänzende Flächen (Spiegelflecken). Diese sind beim Pfirsichprachtkäfer nur annähernd symmetrisch und zeigen eine stark variierende und verwirrende Form. Im Unterschied zu der ähnlichen Art Capnodis cariosa sind an der Basis der Flügeldecken nur zwei rundliche große Flecken, die etwa vor der Mitte jeder Flügeldecke liegen. Bei der größeren Art Capnodis cariosa liegt in der Mitte der Basis noch ein dritter großer Spiegelfleck. Dieser umschließt das für die Gattung charakteristische tiefe hufeisenförmige Grübchen, das an der Halsschildbasis vor dem Schildchen liegt (Bild 5). Es ist bei Capnodis cariosa deutlicher zu erkennen als bei Capnodis tenebrionis. Außerdem sind die übrigen Spiegelflecken bei der größeren Art mehr in Form einer symmetrischen Figur angeordnet.
Die Vorderhüfthöhlen sind hinten offen, die kugeligen Vorderhüften sind durch einen breiten Fortsatz der grob punktierten Vorderbrust getrennt (Bild 7, rechts grün). Die Mittelhüften (Bild 7, rechts orange) sind ebenfalls kugelig und etwas weiter voneinander getrennt als die Vorderhüften. Die Hinterhüften (Bild 7, rechts ocker) schließen breit an die feiner und zerstreuter punktierte Hinterbrust an und sind hinten zur teilweisen Aufnahme der Hinterschenkel ausgehöhlt. Von der Mittelbrust sind nur kleine Teile sichtbar. Die Beine sind kräftig, alle Tarsen breit und fünfgliedrig (Tarsenformel 5-5-5). Alle Tarsenglieder sind etwa gleich lang, die mittleren drei sind unten lappenförmig erweitert.

## Vorkommen
Die wärmeliebende Art lebt in Obstplantagen, vorzugsweise auf Pflaumenbäumen, und Schlehenbeständen. Er ist in Südeuropa und dem südlichen Mitteleuropa beheimatet.

## Lebensweise
Die Larven entwickeln sich unter der Rinde im Bast am Wurzelhals und in stärkeren Wurzeln von Steinobstbäumen und Schlehen.

## Ernährung
Der Käfer frisst Holz von Prunus-Arten.